# カミング・ホーム (エリック・サーデの曲)
「カミング・ホーム」（Coming Home）は、スウェーデンの歌手エリック・サーデの7作目のシングル。
サーデのシングルで初めてシングルチャート圏内に入れなかったが、YouTubeでのミュージックビデオ再生回数は2016年3月現在、140万回を超えている。

## 収録曲
1. カミング・ホーム "Coming Home"